# Stazione di Montalto Dora
La stazione di Montalto Dora  è una stazione ferroviaria posta sulla linea Chivasso-Aosta, al servizio del comune di Montalto Dora.

## Storia
Fu inaugurata nel 1885; a partire dal 2009 risulta chiusa al servizio viaggiatori.

## Movimento
La stazione era servita da treni regionali di Trenitalia nell'ambito del contratto di servizio stipulato con la Regione Piemonte.